# Hvidovre Idrætsforening 2023-2024
Questa voce raccoglie le informazioni riguardanti il Hvidovre Idrætsforening nelle competizioni ufficiali della stagione 2023-2024.

## Rosa
| N. |                               | Ruolo | Calciatore         |
| -- | ----------------------------- | ----- | ------------------ |
| 1  | Montenegro (bandiera)         | P     | Filip Đukić        |
| 2  | Danimarca (bandiera)          | D     | Daniel Stenderup   |
| 4  | Danimarca (bandiera)          | C     | Matti Lund Nielsen |
| 5  | Danimarca (bandiera)          | D     | Matti Olsen        |
| 7  | Albania (bandiera)            | A     | Lirim Qamili       |
| 9  | Danimarca (bandiera)          | A     | Tobias Thomsen     |
| 10 | Danimarca (bandiera)          | C     | Martin Spelmann    |
| 11 | Danimarca (bandiera)          | A     | Marcus Lindberg    |
| 12 | Danimarca (bandiera)          | D     | Magnus Lysholm     |
| 14 | Danimarca (bandiera)          | A     | Christian Jakobsen |
| 15 | Macedonia del Nord (bandiera) | D     | Ahmed Iljazovski   |
| 17 | Danimarca (bandiera)          | C     | Marius Papuga      |
| 20 | Fær Øer (bandiera)            | D     | Elias Rusborg      |

| N. |                      | Ruolo | Calciatore          |
| -- | -------------------- | ----- | ------------------- |
| 21 | Danimarca (bandiera) | A     | Morten Olsen        |
| 22 | Danimarca (bandiera) | A     | Andreas Smed        |
| 23 | Danimarca (bandiera) | D     | Nicolai Clausen     |
| 26 | Danimarca (bandiera) | D     | Marc Nielsen        |
| 27 | Danimarca (bandiera) | A     | Mathias Andreasen   |
| 30 | Danimarca (bandiera) | D     | Magnus Fredslund    |
| -  | Danimarca (bandiera) | C     | Mathias Gehrt       |
| -  | Danimarca (bandiera) | D     | Nicolai Geertsen    |
| —  | Danimarca (bandiera) | C     | Mads Kaalund        |
| —  | Danimarca (bandiera) | A     | Marco Ramkilde      |
| —  | Danimarca (bandiera) | P     | Adrian Kappenberger |
| —  | Danimarca (bandiera) | A     | Jeffrey Adjei-Broni |

## Calciomercato
| Acquisti | Acquisti            | Acquisti  | Acquisti |
| R.       | Nome                | da        | Modalità |
| -------- | ------------------- | --------- | -------- |
| C        | Mads Kaalund        | Silkeborg | gratuito |
| D        | Nicolai Geertsen    | Helsingør | gratuito |
| P        | Adrian Kappenberger | Hobro     | ?        |
| C        | Mathias Gehrt       | Nykøbing  | ?        |
| A        | Jeffrey Adjei-Broni | Lyngby    | ?        |
| A        | Marco Ramkilde      | Aalborg   | prestito |

| Cessioni | Cessioni        | Cessioni  | Cessioni              |
| R.       | Nome            | a         | Modalità              |
| -------- | --------------- | --------- | --------------------- |
| C        | Fredrik Carlsen | Silkeborg | definitivo (335000 €) |
| C        | Nicklas Halse   | Roskilde  | gratuito              |
| P        | Casper Hauervig |           | svincolato            |
| P        | Rasmus Nilsson  |           | svincolato            |
| C        | Andreas Pyndt   | Brøndby   | fine prestito         |

## Risultati

### Superligaen

#### Prima fase
| Herning 21 luglio 2023, ore 19:00 CEST 1ª giornata | Midtjylland | 1 – 0 | Hvidovre | MCH Arena |
| \| \| \| \| \| Cho Gue-sung 56’ \| Marcatori \| \| |             |       |          |           |
|                                                    |             |       |          |           |
| Cho Gue-sung 56’                                   | Marcatori   |       |          |           |